# Complesso (chimica)

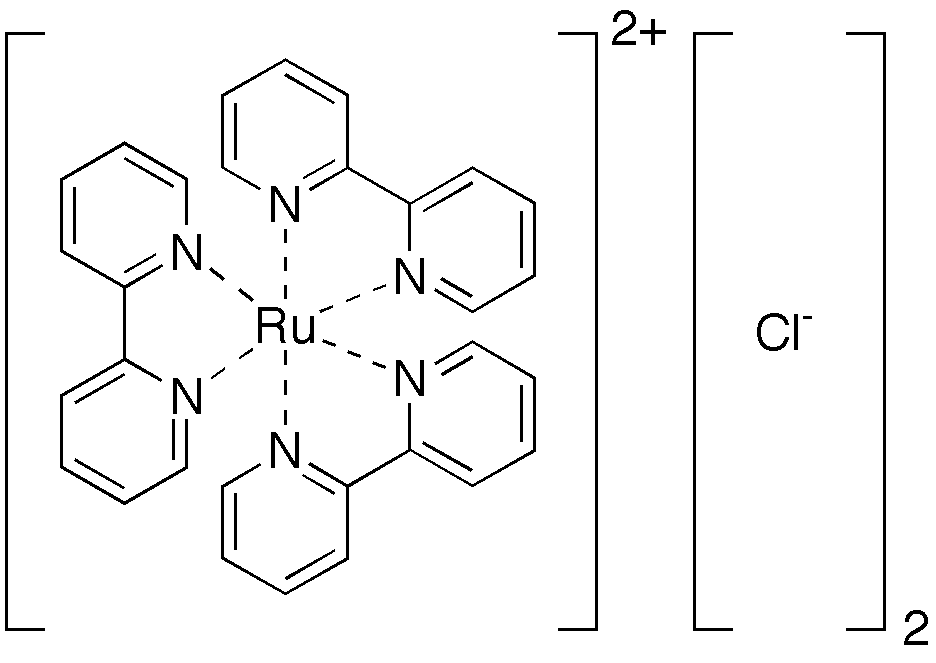
Il complesso cloruro di tris(bipiridina)rutenio(II)

Un complesso (o composto di coordinazione) in chimica e in biochimica è il prodotto della formazione, spesso reversibile, di un legame covalente coordinato tra un atomo o ione centrale (o "ione coordinante") e degli atomi, ioni o molecole (detti "leganti" o "ligandi" o "ioni coordinati") che circondano l'atomo centrale.
Una definizione più rigorosa di complesso chimico è quella data dalla IUPAC: "Un composto di coordinazione è un qualsiasi composto che contiene un'entità di coordinamento (o coordinazione). Un'entità di coordinazione è uno ione o una molecola neutra composta da un atomo centrale, solitamente quello di un metallo, a cui è attaccata una matrice circostante di altri atomi o gruppi di atomi, ciascuno dei quali è chiamato ligando."  Questa definizione permette una più ampia gamma di composti di coordinazione che altrimenti non verrebbero classificati correttamente.
I metalli di transizione, che allo stato elementare possiedono livelli d o f parzialmente occupati, formano una vasta classe di composti, detti complessi o composti di coordinazione in cui il metallo centrale M (allo stato neutro o ionizzato) forma legami covalenti dativi (o di coordinazione) con una serie di atomi o gruppi chimici, detti leganti (o ligandi, italianizzando il termine inglese ‘ligands’), neutri o di carica opposta rispetto all’atomo centrale. Il metallo centrale agisce come acido di Lewis (accettore di elettroni, elettrofilo) nei confronti dei leganti che si comportano come basi di Lewis (donatori di doppietti elettronici, nucleofili).
Con il termine ione complesso si indica lo ione, catione o anione, che contiene l'atomo centrale complessato in soluzione acquosa, un esempio è lo ione tris(bipiridina)rutenio(II) mostrato nell'immagine a destra, mentre per composto di coordinazione si intende una specie chimica elettricamente neutra, un complesso neutro o un composto ionico in cui almeno uno degli ioni è uno ione complesso (come ad esempio [Cu(OH2)6]Cl2, in cui il catione, [Cu(OH2)6], risulta essere uno ione complesso). Nell'uso comune, i termini "composto di coordinazione" (il composto neutro) e "complesso" (uno o più tra gli ioni o le specie neutre presenti nel composto) sono adoperati in modo intercambiabile.
La formula chimica di uno ione complesso (non di un complesso neutro) è comunemente indicata tra parentesi quadre, ad esempio: [Cu(OH2)6]2+. Tra i composti di coordinazione si annoverano complessi il cui atomo metallico centrale è neutro, come Ni(CO)4, e composti ionici, come K4[Fe(CN)6].
Esistono moltissime tipologie di complessi, che vanno dal semplice metallo in soluzione acquosa (coordinato quindi da molecole d'acqua) a complessi metallo-enzimi, che prendono parte a svariati processi biochimici, ai complessi organometallici, i quali ricoprono un ruolo importantissimo come catalizzatori.
Alcuni esempi di composti di coordinazione sono i seguenti:
- [Fe(CN)6]4-;
- [Fe(OH2)6]2+;

- [Cu(OH2)6]2+;
- [Ni(NH3)6]2+;

- Ni(Py)2(SCN)2;
- [Cr(NH3)6]3+.

I composti di coordinazione sono molto più comuni in natura di quanto si possa pensare, molte proteine e enzimi che regolano le funzioni metaboliche del nostro e di altri organismi risultano essere metalloproteine, molecole organiche molto grandi, composte da lunghe catene di amminoacidi, che contengono anche un atomo metallico tramite legami di coordinazione.

## Struttura dei complessi
|  |
|  |

Le basi di Lewis legate all'atomo o allo ione metallico centrale di un complesso, appartenente al blocco d, vanno sotto il nome di ligandi (o leganti), e possono essere ioni o molecole. L'atomo centrale che è al centro della coordinazione dei ligandi è più comunemente un metallo, nonostante questa affermazione generalmente valida, un atomo metalloide può assumere lo stesso ruolo. Ciascun ligando di un complesso possiede almeno una coppia solitaria di elettroni con la quale si legano all'atomo o allo ione centrale mediante legame covalente coordinato. Per descrivere questo tipo di interazione si dice che i leganti si coordinano con il metallo. L'intorno chimico che si forma in seguito a questa interazione è definito come sfera di coordinazione dello ione centrale. Il numero dei siti nei quali i ligandi interagiscono con l'atomo metallico centrale è detto numero di coordinazione (NC o CN, da Coordination Number), il quale può essere determinato sia empiricamente che sperimentalmente e varia a seconda della specie dell'atomo metallico e alla tipologia dei ligandi.
Tale numero varia, in genere, da 2 a 12; i casi più comuni sono 4 e 6.
Parametri che influenzano il numero di coordinazione sono:
- le dimensioni e la carica dello ione centrale
- il tipo di leganti (leganti molto grandi ed ingombranti riducono il NC)
- le interazioni all'interno del complesso.

L'atomo centrale è spesso, ma non esclusivamente, un metallo di transizione (ovvero un elemento del blocco d della tavola periodica).
Sono noti anche composti di coordinazione in cui l'atomo metallico coordinato instaura un legame metallo-metallo con un altro atomo sempre metallico, formando strutture più complesse.

### Leganti
Nella chimica di coordinazione, un ligando è una molecola o uno ione che trasporta gruppi di donatori adatti in grado di legarsi (o coordinarsi covalentemente) con un atomo centrale. La gamma di molecole che possono legarsi agli ioni metallici come ligandi è varia e comprende atomi, ioni e molecole inorganici, nonché molecole e ioni organici. Il numero di molecole note per formare un legame di complessazione, o potenzialmente esserne in grado, è estremamente elevato se si guarda ai composti inorganici; nei composti organici, invece, qualora le caratteristiche della molecola non siano sufficienti può essere convertita in altre molecole (molecole derivate) che possono formare questo tipo di legami. Un esempio è il ciclopentadiene, il quale può vedersi sottratto di uno ione H+ ed essere convertito nello ione ciclopentadienile, ottenendo l'aromaticità e potendo formare composti di coordinazione come il ferrocene.
I leganti possono formare uno o più legami con l'atomo centrale; nel secondo caso si dicono "agenti chelanti" (per analogia con le chele di molti crostacei). A seconda dei legami che un legante forma con l'atomo centrale, questo si dice "monodentato", "bidentato" o, in generale, "polidentato".
Esempi di chelanti sono l'etilen-diammino-tetraacetato (EDTA) o l'etilendiammina, bidentato. I leganti come l'acqua o il cloro formano un solo collegamento con l'atomo centrale, e sono quindi monodentati. L'EDTA è esadentato, il che spiega la grande stabilità di molti dei suoi complessi. Sia leganti semplici che polidentati possono formare legami con più di uno ione metallico, formando quindi un unico complesso con più ioni metallici. In questo caso si parla di "legante a ponte" e di formazione di un complesso polimetallico. Se invece è il metallo a formare un legame con un altro metallo coordinato, si parla di "complesso a cluster".
Quando l'atomo centrale è legato a leganti tutti uguali, si dice che è il complesso è "omolettico"; se i leganti non sono tutti uguali si dice che il complesso è "eterolettico". Esempi sono rispettivamente [Fe(CN)6]3– e [Co(NH3)5(NO2)]2+.

### Numero di coordinazione e geometria del complesso
A seconda del numero di coordinazione, il complesso può assumere differenti geometrie. Nella tabella seguente sono illustrate le geometrie più frequentemente osservate:
| Numero di coordinazione | Forma                      | Geometria | Esempi e note                           |
| ----------------------- | -------------------------- | --------- | --------------------------------------- |
| 2                       | Lineare                    |           | [CuCl2]–, [Ag(NH3)2]+                   |
| 3                       | Trigonale planare          |           | molto rara [BeF3]−, [HgI3]−             |
| 4                       | Tetraedrica                |           | piuttosto comune [ReO4]2–, Ni(CO)4      |
| 4                       | Planare quadrata           |           | XeF4, [AuCl4]–, [PtCl4]2–               |
| 5                       | Bipiramidale trigonale     |           | [CdCl5]3–, Fe(CO)5                      |
| 5                       | Piramidale a base quadrata |           | [NbCl4(O)]–, [V(acac)2(O)]              |
| 6                       | Ottaedrica                 |           | la più comune [Cr(H2O)6]3+, [Fe(CN)6]3– |
| 7                       | Bipiramidale pentagonale   |           | rara [Nb(O)(ox)3]3–                     |
| 8                       | Antiprismatica quadrata    |           | [Mo(CN)8]4–, [ReF8]2–                   |

La geometria regolare non è sempre rispettata; ad esempio si osservano deviazioni quando i leganti non sono tutti uguali e le distanze metallo-legante possono risultare diverse, o quando i leganti hanno requisiti particolari di ingombro sterico, o per effetti elettronici come l'effetto Jahn-Teller. Inoltre ci sono casi nei quali due strutture diverse possono interconvertirsi facilmente, perché differiscono di poco in energia; ad esempio questo è piuttosto comune per le strutture a numero di coordinazione 4 e 5.

### Sfera esterna e sfera interna
Si dice complesso della sfera esterna (o complesso esterno o complesso di alto spin) il composto ottenuto per interazione elettrostatica del catione centrale con un anione che viene legato senza però alterare la sfera di coordinazione. Sono complessi esterni quelli in cui non si ha accoppiamento degli elettroni dispari dell'atomo centrale. Ad esempio, [Co(NH3)6](NO2)3 è un complesso della sfera esterna.
Di contro, se il metallo centrale si lega a un anione alterando la sua sfera di coordinazione si dice che si è formato un complesso della sfera interna (o complesso interno o complesso di basso spin). Sono complessi interni quelli in cui si ha accoppiamento degli elettroni dispari dell'atomo centrale. In analogia con l'esempio precedente, lo ione nitrito NO2- è anche in grado di formare il nitroso-complesso [Co(NH3)3(NO2)3] che rappresenta un complesso della sfera interna.

## Legame chimico nei complessi
Il legame chimico nei complessi deriva fondamentalmente dalle interazioni tra gli orbitali d dell'atomo centrale e orbitali s e p dei leganti. I legami risultanti, hanno energie tali che le lunghezze d'onda del visibile causano transizioni elettroniche; molti ioni complessi (e in genere molti ioni di metalli di transizione) sono per questo motivo colorati.
La comparsa di effetti cromatici nei composti contenenti metalli di transizione (e nella fattispecie, nei complessi coordinati) sono spiegati dalla cosiddetta "teoria del campo cristallino" (o TCC).

### Teoria del legame di valenza
La teoria del legame di valenza Linus Pauling fu la prima teoria (degli anni trenta) sulla formazione di un legame legato-legante per sovrapposizione degli orbitali d del metallo e gli orbitali ibridi spn dei leganti. In questo modo si verrebbero a formare quindi dei legami dativi tali da riempire tutto l'ultimo livello di orbitali dell'atomo centrale (d10 s2 p6) per un totale di 18 elettroni.

### Teoria del campo cristallino
La teoria del campo cristallino fu introdotta da Hans Bethe e nel 1929 ed assume che l'interazione metallo-leganti sia di tipo elettrostatico, e che i leganti siano semplici cariche negative puntiformi. Nel metallo isolato la simmetria degli orbitali d è complessivamente sferica e i 5 orbitali d hanno tutti la stessa energia. Quando si forma il complesso, la presenza dei leganti impone un campo elettrico di simmetria ridotta. I leganti interagiscono in maniera differente con i singoli orbitali d,  provocando una separazione dei loro livelli energetici. Tale separazione permette di spiegare molti aspetti dei complessi, tra i quali: complessi ad alto e basso spin, proprietà magnetiche, spettri di assorbimento (limitatamente alle bande d-d), conseguenze dell’effetto Jahn-Teller, e varie proprietà periodiche.

### Teoria del campo dei leganti
L'evidenza sperimentale mostra che l'interazione legante-legato non può essere spiegata solo attraverso un modello puramente elettrostatico. Infatti fra i leganti che danno complessi più stabili c'è il monossido di carbonio (ligando a campo forte) che non ha cariche o dipoli permanenti. Quindi è chiara la necessità di introdurre un certo carattere covalente nella teoria. Quindi la teoria del campo dei leganti estende appunto quella del campo cristallino descrivendo l'interazione legante-legato attraverso l'aggiunta di un certo carattere covalente, descritto mediante il modello dell'orbitale molecolare (MO).

## Equilibri di complessazione
Indicando con M un generico elemento metallico e con L un ligando, gli equilibri di complessazione sono usualmente schematizzati così:
M + L {\displaystyle \rightleftharpoons } ML ; {\displaystyle K_{1}={\frac {[ML]}{[M][L]}}}
ML + L {\displaystyle \rightleftharpoons } ML2 ; {\displaystyle K_{2}={\frac {[ML_{2}]}{[ML][L]}}}
ML2 + L {\displaystyle \rightleftharpoons } ML3 ; {\displaystyle K_{3}={\frac {[ML_{3}]}{[ML_{2}][L]}}}
MLn-1 + L {\displaystyle \rightleftharpoons } MLn ; {\displaystyle K_{n}={\frac {[ML_{n}]}{[ML_{n-1}][L]}}}
Sommando membro a membro si ottiene l'espressione totale dell'equilibrio:
M + nL {\displaystyle \rightleftharpoons } MLn con costante di formazione {\displaystyle K_{f}={\frac {[ML_{n}]}{[M][L]^{n}}}}
Come tutti gli equilibri multipli è verificata l'uguaglianza Kf = K1 · K2 · K3...Kn da cui pKf = pK1 + pK2 + pK3 + ... pKn
Il reciproco di Kf esprime la costante di instabilità Kins ed è un altro modo di rappresentare l'equilibrio (in questo caso in funzione della dissociazione): 
{\displaystyle K_{ins}={\frac {[M][L]^{n}}{[ML_{n}]}}}
Molto spesso, nella pratica di laboratorio, capita di avere a che fare con leganti suscettibili a variazioni di pH e con metalli che tendono ad essere complessati da altre specie presenti in soluzione. Tali equilibri sono regolati quantitativamente da un'altra costante che tiene conto di tali fattori: la costante in oggetto è la costante condizionale di formazione K'f.
K'f è in relazione con Kf tramite l'equazione: K'f = Kf · α · β
dove (per un dato pH) α = α-valore, frazione del ligando libero presente in soluzione e β = β-valore, frazione di metallo non complessato presente in soluzione.

## Isomeria dei complessi
Esistono vari tipi di isomeria. I tipi più importanti sono:
- isomeria geometrica
- isomeria ottica
- isomeria di legame.

### Isomeria geometrica
Si ha quando gli stessi leganti sono disposti in modo differente attorno al metallo. I casi principali riguardano i complessi a numero di coordinazione 4 planari quadrati di formula generica ML2X2 e i complessi a numero di coordinazione 6 ottaedrici di tipo ML4X2 e ML3X3.
Nei complessi planari quadrati si definisce isomero cis il composto di coordinazione che reca leganti identici sui vertici adiacenti del quadrato. Quando i leganti occupano vertici opposti del quadrato si ha l'isomero trans. Alcuni complessi del platino sono utilizzati nella chemioterapia antitumorale: solamente gli isomeri di tipo cis del Pt(II) possono legarsi alle basi del DNA ed esplicare la loro relativa azione farmacologica.
Nei complessi ottaedrici di tipo ML4X2 si possono analogamente avere i due isomeri cis o trans, quando i due leganti X occupano posizioni rispettivamente adiacenti od opposte.
Anche nei complessi ottaedrici di tipo ML3X3 sono possibili due diversi isomeri geometrici. Quando i tre leganti dello stesso tipo occupano tre posizioni vicine corrispondenti alla faccia dell'ottaedro si ha l'isomero fac (=facciale). Quando i tre leganti dello stesso tipo occupano tre posizioni nello stesso piano che contiene anche il metallo si ha l'isomero mer (=meridionale).

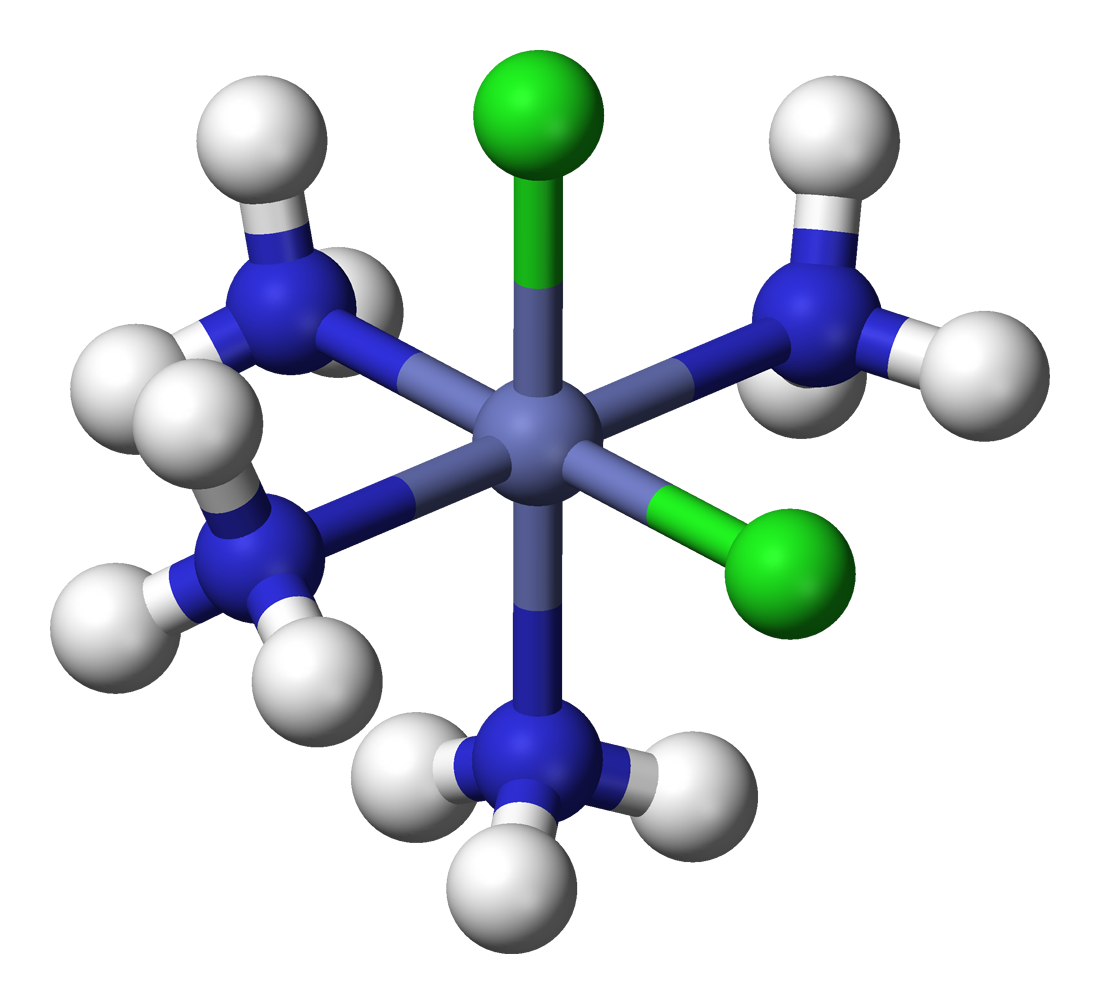
cis-[CoCl_{2}(NH_{3})_{4}]^{+}
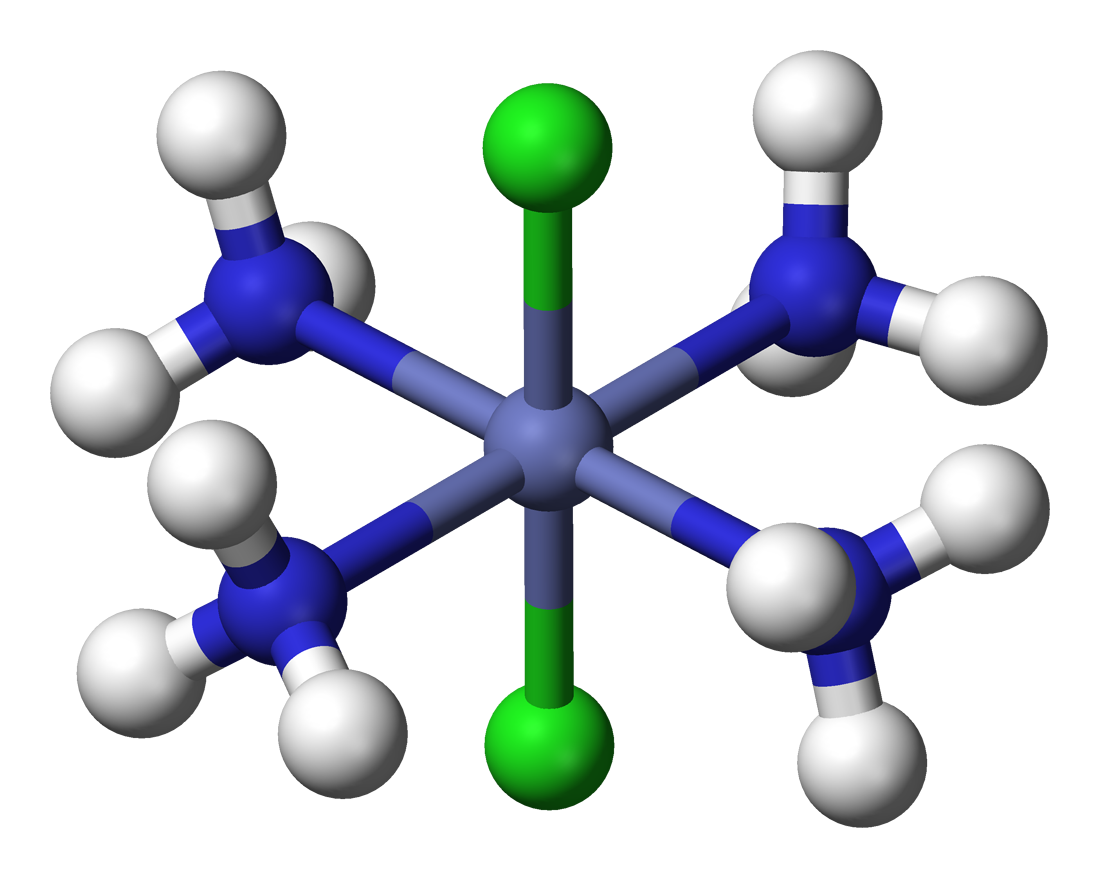
trans-[CoCl_{2}(NH_{3})_{4}]^{+}
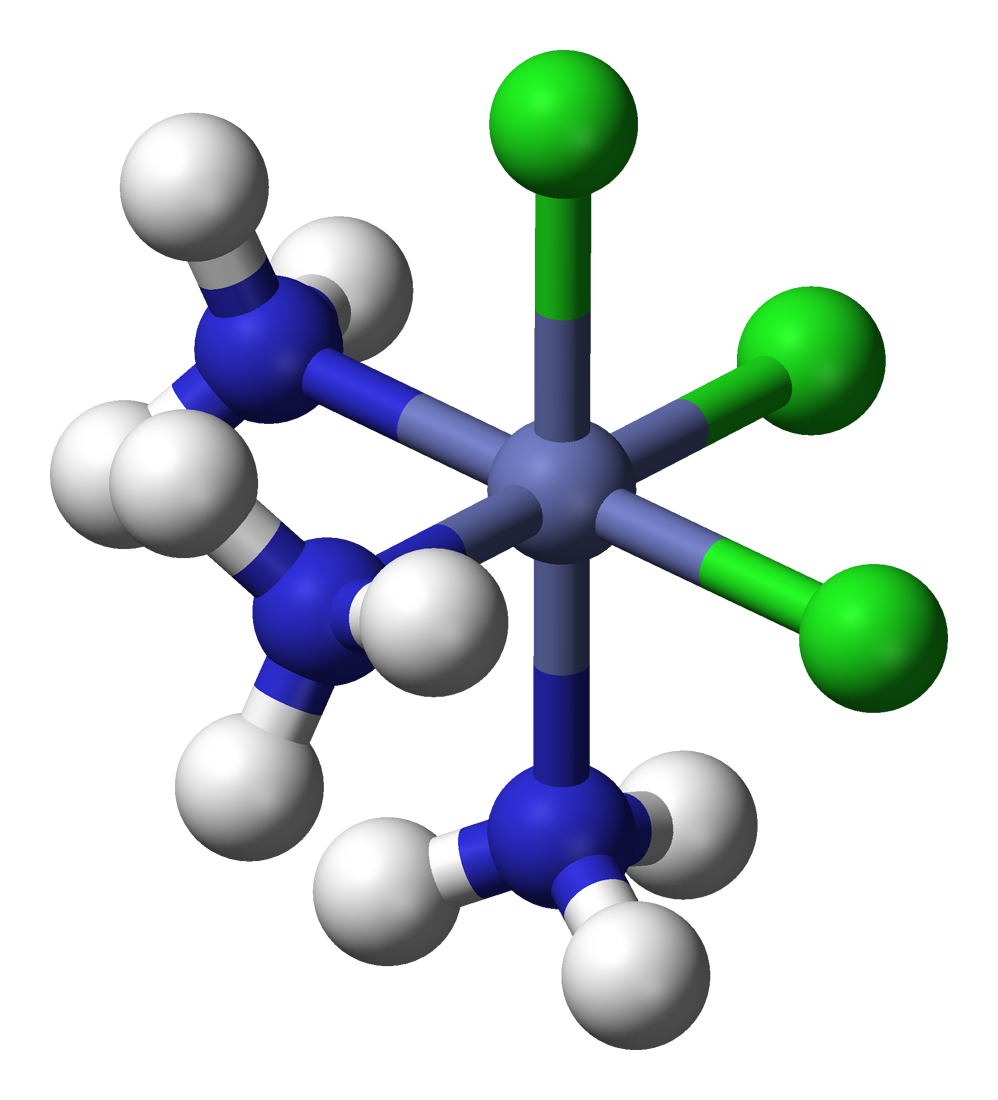
fac-[CoCl_{3}(NH_{3})_{3}]
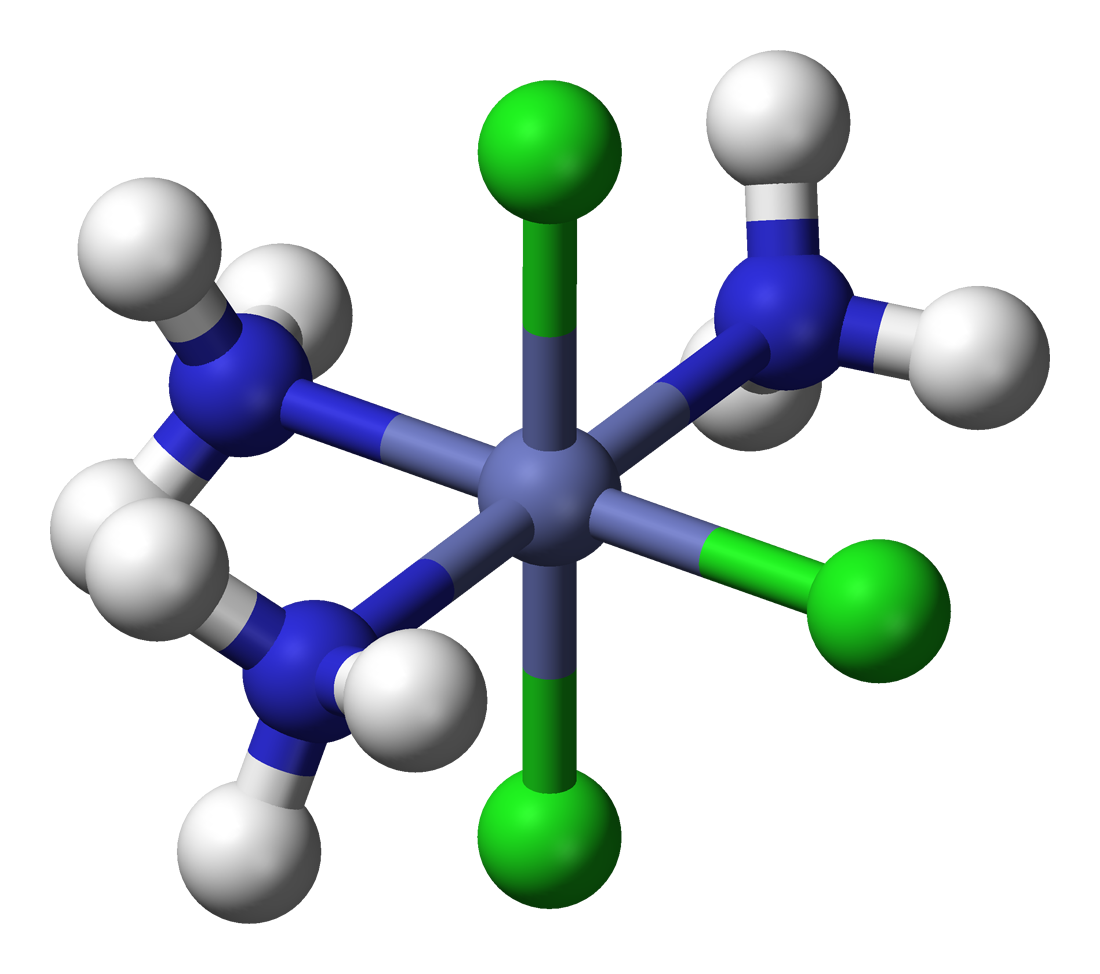
mer-[CoCl_{3}(NH_{3})_{3}]

- cis-[CoCl2(NH3)4]+
- trans-[CoCl2(NH3)4]+
- fac-[CoCl3(NH3)3]
- mer-[CoCl3(NH3)3]

### Isomeria ottica
L'isomeria ottica genera una coppia di complessi che sono l'uno l'immagine speculare non sovrapponibile dell'altro. Le due forme isomeriche rappresentano una coppia di enantiomeri ognuno dei quali ruota il piano della luce polarizzata in un determinato modo (destrorso o sinistrorso). La configurazione assoluta dei complessi chirali si assegna notando il verso di rotazione assunto dai ligandi lungo un asse ternario di un ottaedro regolare (meccanismo dell'avvolgimento di una vite o regola della mano destra). La rotazione sinistrorsa dell'elica costituita dai ligandi indica l'isomero Λ ("isomero lambda"), quella destrorsa l'isomero Δ ("isomero delta").

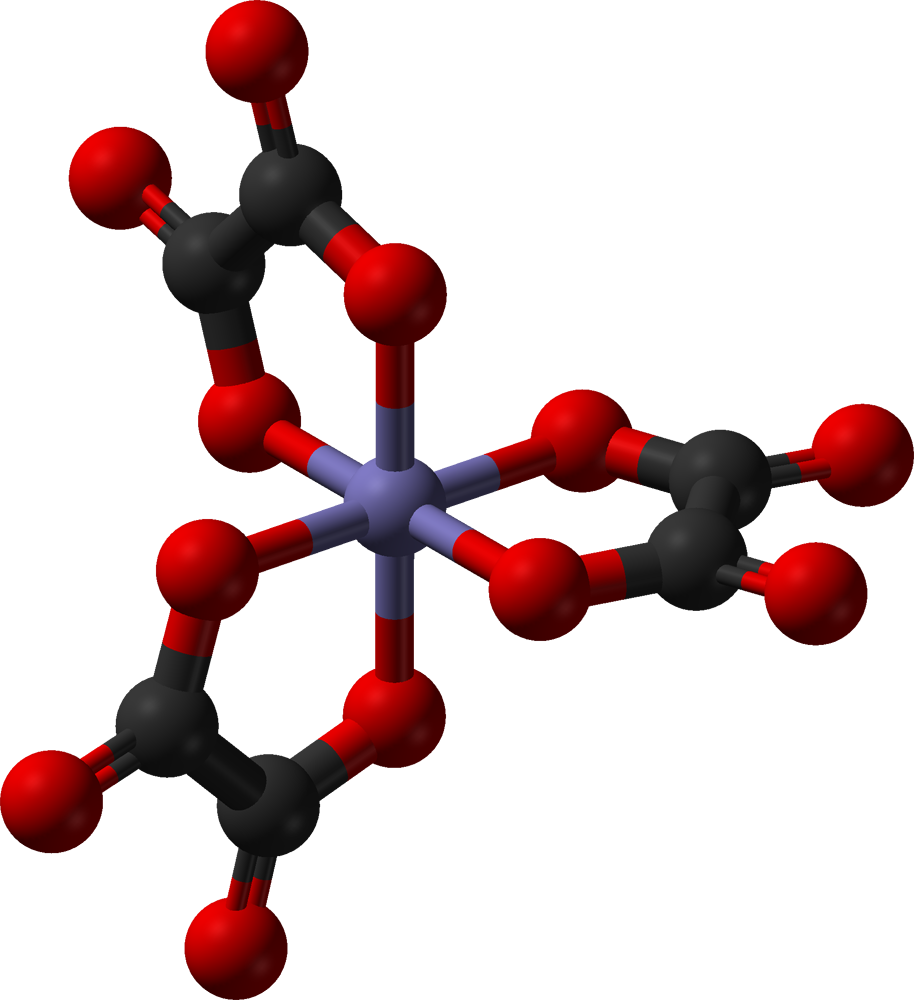
Λ-[Fe(ox)3]3−
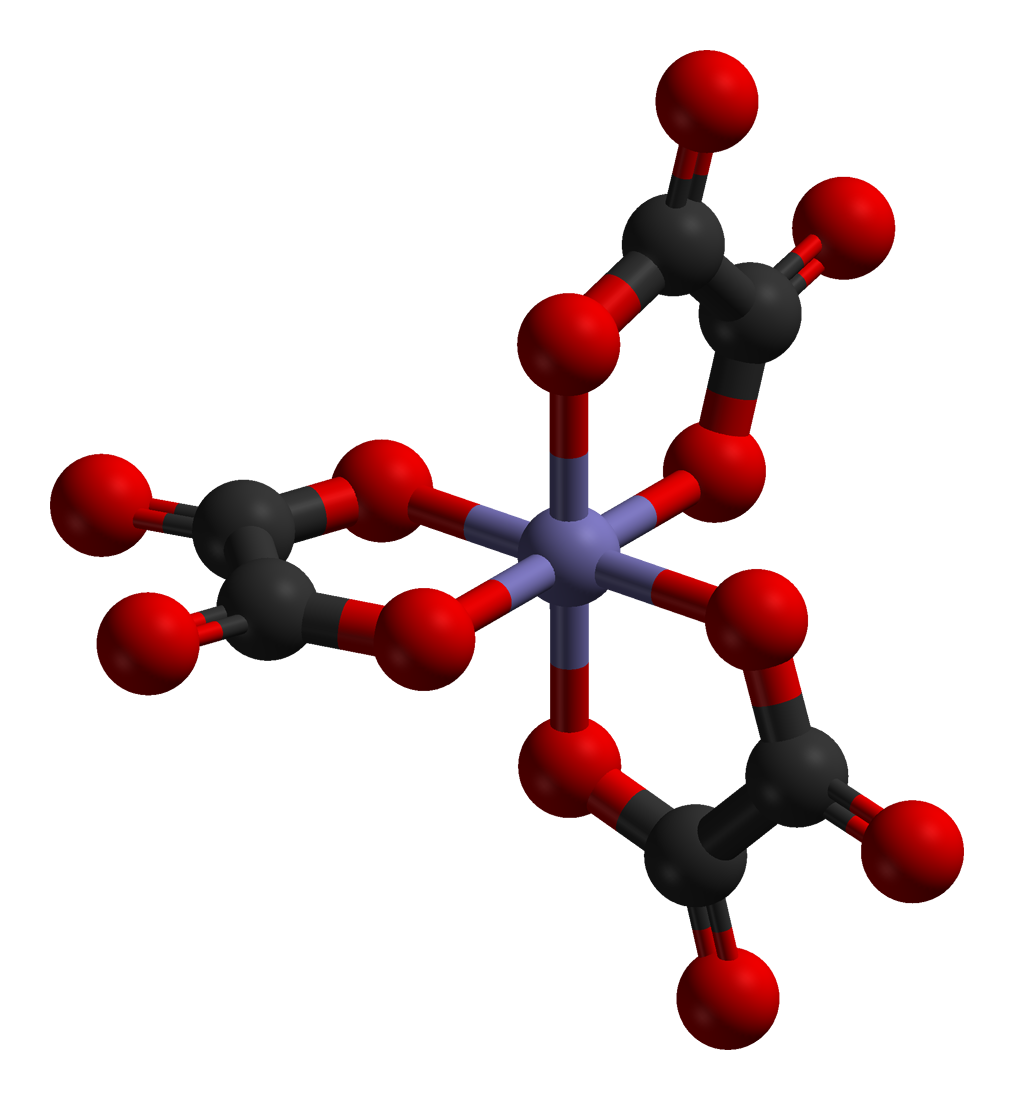
Δ-[Fe(ox)3]3−
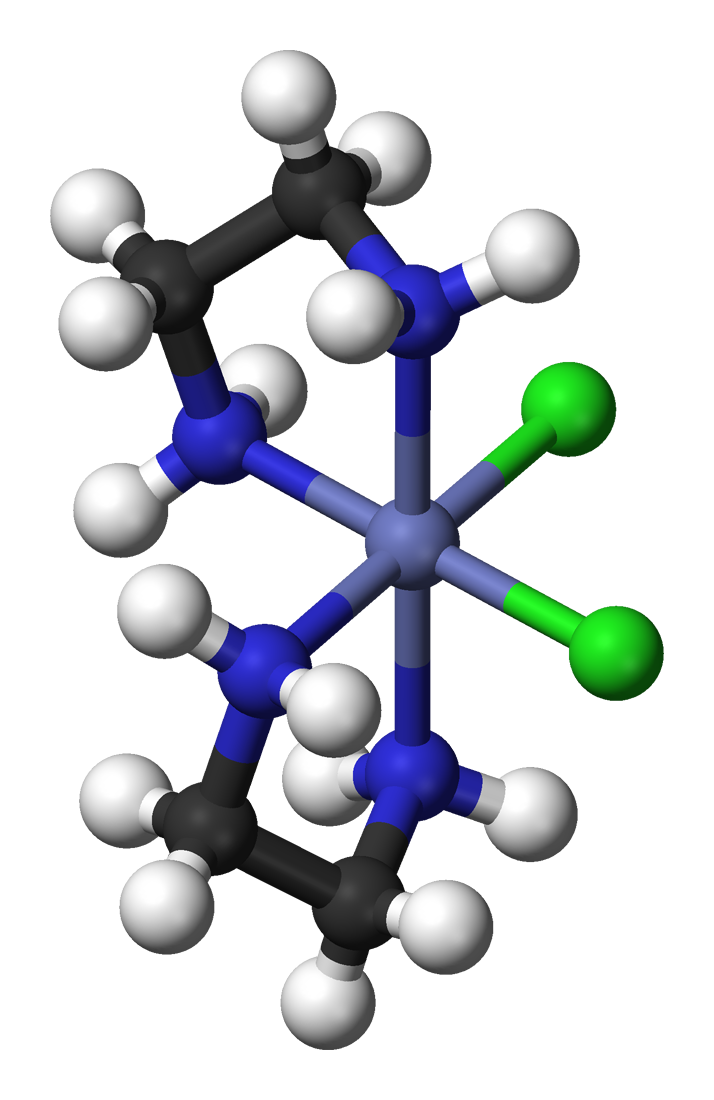
Λ-cis-[CoCl2(en)2]+
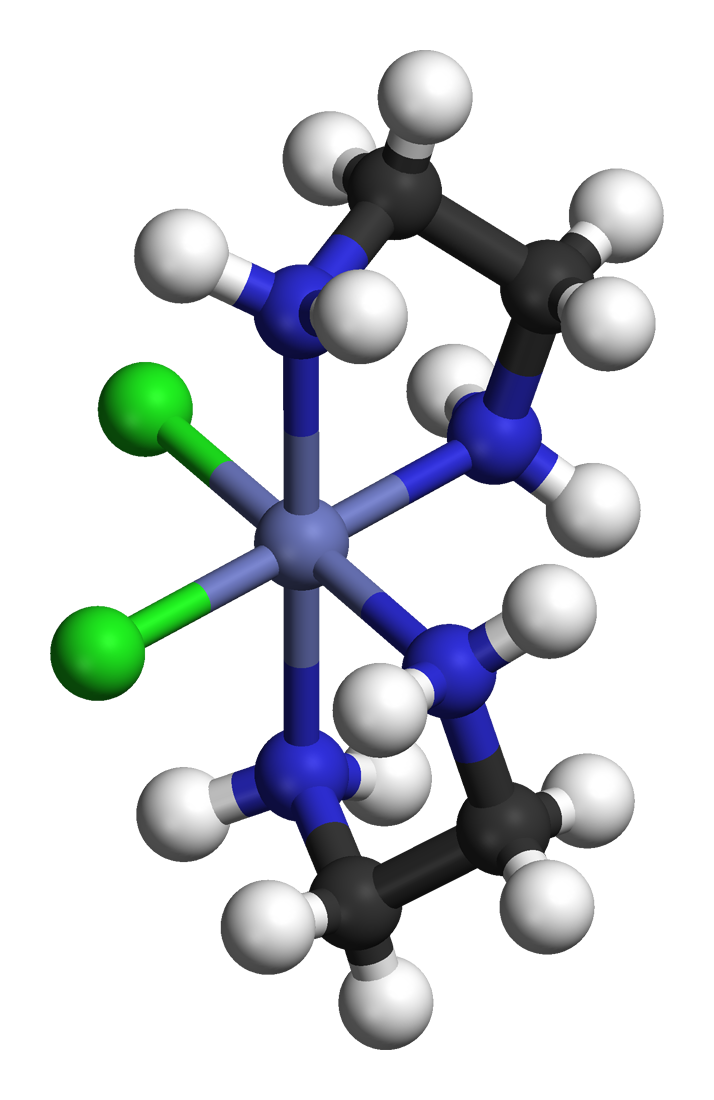
Δ-cis-[CoCl2(en)2]+

### Isomeria di legame

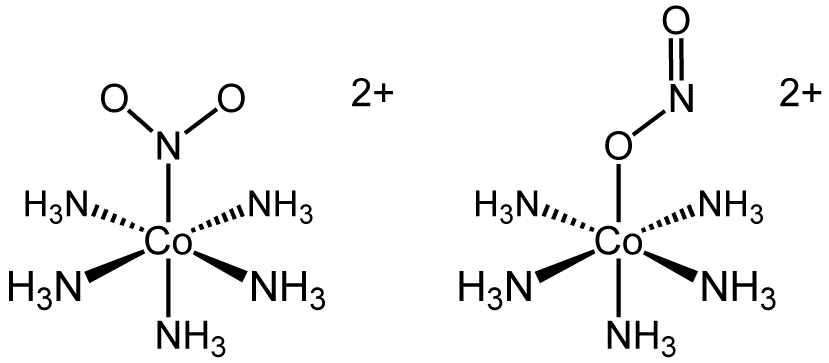
Struttura dei due isomeri di legame [Co(NH_{3})_{5}(NO_{2})]^{2+} e [Co(NH_{3})_{5}(ONO)]^{2+}.

Questo tipo di isomeria si ha con leganti ambidentati, cioè che possono legarsi in due modi diversi al metallo. L'esempio più noto è dato dallo ione nitrito (NO2−) che può legarsi con l'ossigeno o con l'azoto:
- [Co(NH3)5(NO2)]2+ contiene un legame Co−NO2 ed è chiamato isomero nitro;
- [Co(NH3)5(ONO)]2+ contiene un legame Co−ONO ed è chiamato isomero nitrito.

Altri leganti ambidentati comuni sono lo ione tiocianato (SCN−) e solfito (SO3−).

## Reattività dei complessi
I complessi possono dar luogo a vari tipi di reazioni, che si possono classificare nel modo seguente:

### Reazioni di sostituzione dei leganti
In queste reazioni un legante già presente nella sfera di coordinazione viene sostituito da un altro legante presente in soluzione. Il processo può avvenire con vari meccanismi e velocità. I casi più studiati riguardano i complessi a numero di coordinazione quattro e sei.

### Reazioni di riarrangiamento dei leganti
In questo caso prima e dopo la reazione sono presenti gli stessi leganti coordinati, ma può variare la geometria di coordinazione o la stereochimica del complesso. Sono possibili vari meccanismi, a seconda che tali reazioni avvengano con o senza rottura di legami metallo-legante. In quest'ultimo caso si parla di "complessi flussionali" o "stereochimicamente non-rigidi".

### Reazioni sui leganti
In questo caso avviene una reazione chimica sul legante mentre è coordinato al metallo. Queste reazioni sono comuni soprattutto in chimica metallorganica (ad esempio, reazioni di inserzione), ma ne esistono anche nella chimica dei complessi classici (ad esempio, reazioni a stampo e sintesi di macrocicli).

### Reazioni di trasferimento elettronico
Queste reazioni sono caratterizzate dal trasferimento di uno (o più) elettroni tra due specie chimiche. Sono possibili due meccanismi:
1. reazioni a sfera esterna, dove durante il trasferimento dell'elettrone la sfera di coordinazione dei due complessi non viene modificata;
2. reazioni a sfera interna, dove il trasferimento dell'elettrone avviene dopo che si è formato un legante a ponte tra i due centri metallici.

## Nomenclatura dei complessi
I complessi possono avere le seguenti caratteristiche:
- Numero di leganti/complessanti diversi:
  - complesso con un'unica specie legante sono detti omolettici;
  - complesso con diverse specie di leganti sono detti eterolettici.
- Tipologia dei leganti: I leganti vengono classificati in relazione al numero di doppietti elettronici (e quindi di legami) che possono utilizzare per legarsi all’atomo centrale. Se un legante forma un solo legame con l’atomo centrale il legante si dice monodentato (CO, NH3, CN-, OH-, H2O etc), se ne forma due si dice bidentato (dien, en, acac...) e così via. I leganti polidentati si definiscono agenti chelanti ed i complessi che presentano leganti polidentati si definiscono anche composti chelati.  Un complesso chelato risulta più stabile di un analogo complesso contenente solo leganti monodentati. Tale aumento di stabilità è noto come effetto chelato.
- Carica netta del complesso: un complesso può risultare neutro od elettricamente carico (ione complesso); ovviamente la sua carica sarà data dalla somma delle cariche del metallo centrale e dei leganti. La formula di un complesso viene racchiusa tra parentesi quadre, scrivendo prima il metallo centrale e poi i leganti. Negli esempi seguenti indichiamo con M il metallo centrale e con L i leganti. Vi sono tre possibilità di carica:
  - carica positiva;
  - carica neutra;
  - carica negativa.

| Tipologia         | Formula       | Cariche parziali                 |
| ----------------- | ------------- | -------------------------------- |
| catione complesso | [Co(NH3)6]3+  | (M = Co3+, L = 6 NH3)            |
| anione complesso  | [PtCl6]2 -    | (M = Pt4+, L = 6 Cl-)            |
| complesso neutro  | [Fe3 (CO)12]  | (M = 3 Fe, L = 12 CO)            |
| complesso neutro  | [Cr(H2O)3Cl3] | (M = Cr3+, L = 3 H2O, L = 3 Cl-) |

Formula chimica: [metallo + legante/i]m
Il nome dei composti di coordinazione consiste in due parti scritte insieme in cui compaiono prima i ligandi e poi l'atomo metallico seguito dal numero di ossidazione, secondo le seguenti regole:
n-nome legante/i + nome del metallo + (n.o. del metallo)
1. Ligandi:
  - Nome:
    - I leganti anionici che terminano in -ato, -ito ed in -ile mantengono la desinenza;
    - I leganti che terminano in -uro cambiano la desinenza in -o;
    - I leganti neutri mantengono lo stesso nome delle rispettive molecole con le seguenti 4 eccezioni: H2O (acquo), NH3 (ammino), CO (carbonil) e NO (nitrosil).

  - Il nome dei ligandi è preceduto da un prefisso:
    - Nella maggior parte dei casi da un prefisso greco (mono, di, tri, tetra, penta, esa, ...) che ne indica il numero;
    - Quando si è di fronte a ligandi polidentati (per esempio, etilenediammina, ossalato) e a quelli che contengono già nel loro nome un prefisso numerico o presentano un nome più lungo di 5-6 lettere, allora il loro nome, posto tra parentesi, verrà preceduto dai prefissi bis (2), tris (3), tetrakis (4), pentakis (5), esakis (6) e i leganti vengono scritti tra parentesi tonde.

  - Ordine:
    - Quando sono presenti più leganti diversi, questi vanno scritti in ordine alfabetico, non considerando il prefisso greco.
2. Metallo:
  - Stato di ossidazione del metallo:
    - Se il metallo complessato ha più di un numero di ossidazione questo viene messo alla fine tra parentesi in numeri romani (convenzione di Stock). In alternativa è possibile mettere la carica netta, positiva o negativa, dello ione complesso in numeri arabi (convenzione di Ewens-Bassett ma è sconsigliata dalla IUPAC).

  - Carica del complesso:
    - Se il complesso presenta carica negativa, m<0, si aggiunge al nome del metallo il suffisso -ato, e infine è seguito dal numero di ossidazione scritto tra parentesi. In alcuni casi, si impiega il nome latino al posto del nome in italiano del metallo:
      - Se presente un secondo elemento metallico carico positivamente come controione, come rappresentato dalla formula chimica: metallo2 [ metallo1 + legante/i ], la regola di nomenclatura diverrà: n-legante/i + nome del metallo1-ato + (n.o. del metallo1)+ nome del metallo2, il nome del complesso precederà il nome del catione che fa da controione;
      - Se non presenta nessun controione, il nome del complesso viene preceduto dal termine ione.

    - Se il complesso presenta carica neutra, m=0, il nome del metallo non acquisisce nessun suffisso;
    - Se il complesso presenta carica positiva, m>0, il nome del metallo non acquisisce nessun suffisso:
      - Se presenta un controione, come rappresentato dalla formula chimica: [metallo + legante/i]m + anione, la regola di nomenclatura diverrà: n-anione-desinenza + n-nome legante/i + nome del metallo + (n.o. del metallo), il nome dell'anione precederà il nome del complesso;
      - Se non presenta nessun controione, il nome del complesso viene preceduto dal termine ione.

| Tipo     | Legante                           | Formula chimica              | Nome del legante           |
| -------- | --------------------------------- | ---------------------------- | -------------------------- |
| Anionici | idruro                            | H-                           | idro                       |
| Anionici | floruro                           | F-                           | fluoro                     |
| Anionici | cloruro                           | Cl-                          | cloro                      |
| Anionici | bromuro                           | Br-                          | bromo                      |
| Anionici | ioduro                            | I-                           | iodo                       |
| Anionici | cianuro                           | :CN-                         | ciano                      |
| Anionici | idrossido                         | OH-                          | idrosso                    |
| Anionici | carbonato                         | CO32-                        | carbonato                  |
| Anionici | ossalato (Ox)                     | C2O42-                       | ossalato                   |
| Anionici | tiocianato                        | :SCN-                        | tiocianato                 |
| Anionici | isotiocianato                     | :NCS-                        | isotiocianato              |
| Anionici | ossido (Oxo)                      | O2-                          | osso                       |
| Anionici | perossido                         | O22-                         | perosso                    |
| Anionici | superperossido                    | O2-                          | superperosso               |
| Anionici | azido (azoturo)                   | N3-                          | azido (azoto)              |
| Anionici | nitruro                           | N3-                          | nitro                      |
| Anionici | cianato                           | :OCN-                        | cianato                    |
| Anionici | etilendiamminotetraacetato (EDTA) | (-O2CCH2)2NCH2CH2N(CH2CO2-)2 | etilendiamminotetraacetato |
| Anionici | acetilacetonato acac-             | (CH3COCHCOCH3)-              | acetilacetonato            |
| Anionici | metil (Me)                        | CH3-                         | metil                      |
| Anionici | etil (Et)                         | CH3CH2-                      | etil                       |
| Anionici | nitrito                           | NO2-                         | nitrito                    |
| Anionici | solfito                           | SO32-                        | solfito                    |
| Anionici | fenil                             | Ph-                          | fenil                      |
| Anionici | acetato (MeCOO-)                  | CH3COO-                      | acetato                    |
| Anionici | glicinato                         | H2NCH2COO-, gly-             | glicinato                  |
| Anionici | salicilato                        | sal-                         | salicilato                 |
| Anionici | ciclopentadienil                  | C5H5-                        | ciclopentadienil           |
| Neutri   | acqua                             | H2O                          | aquo                       |
| Neutri   | ammoniaca                         | NH3                          | ammino                     |
| Neutri   | ammina                            | NH2                          | ammina                     |
| Neutri   | monossido di carbonio             | CO                           | carbonile                  |
| Neutri   | monossido d'azoto                 | NO                           | nitrosile                  |
| Neutri   | diazoto                           | N2                           | diazoto                    |
| Neutri   | diossigeno                        | O2                           | diossigeno                 |
| Neutri   | etilendiammina (en)               | H2NCH2CH2NH2                 | etilendiammina             |
| Neutri   | dietilentriammina (dien)          |                              | dietilentriammina          |
| Neutri   | trietilentetraammina (trien)      |                              | trietilentetraammina       |
| Neutri   | piridina (py)                     |                              | piridina                   |
| Neutri   | bipiridina (bpy o bipy)           |                              | bipiridina                 |
| Neutri   | terpiridina (terpy)               |                              | terpiridina                |
| Neutri   | fosfina                           | PH3                          | fosfina                    |
| Neutri   | trifenilfosfina                   | PPh3                         | trifenilfosfina            |
| Neutri   | trimetilfosfina                   | PMe3                         | trimetilfosfina            |
| Neutri   | trietilfosfina                    | PEt3                         | trietilfosfina             |
| Neutri   | trifluorofosfina                  | PF3                          | trifluorofosfina           |
| Neutri   | metilammina                       | NH2Me                        | metilammina                |
| Neutri   | difosfano (difos)                 |                              | difosfano                  |
| Neutri   | diarsano (diars)                  |                              | diarsano                   |
| Neutri   | glicodimetiletere (glime)         |                              | glicodimetiletere          |
| Neutri   | urea                              | OC(NH2)2                     | urea                       |
| Neutri   | etene                             | C2H4                         | etene                      |
| Neutri   | acetonitrile                      | CH3CN                        | acetonitrile               |

| Formula chimica | Nome del complesso                 |
| --------------- | ---------------------------------- |
| [NiCl4]2-       | ione tetracloronichelato (II)      |
| [CuNH3Cl5]3-    | ione aminopentaclorocuprato (II)   |
| [Cd(en)2(CN)2]  | dicianobisetilendiaminocadmio (II) |
| [Fe(NH3)6]Cl3   | esamminoferro (III) cloruro        |
| K3[Fe(CN)6]     | potassio esacianoferrato (III)     |
| [Ni(H2O)6]SO4   | solfato di esaaquonichel (II)      |